# 伊賀流
伊賀流（いがりゅう）は、伊賀国の地に伝わっていた忍術流派の総称。甲賀流と並んで忍術の中で最も有名な流派の一つである。
根拠地は、現在の三重県伊賀市と名張市にあった。普段は農業や行商をして各地の情報を探る一方、指令が下ると戦場やその後方へ出向き、工作活動に励んだ。

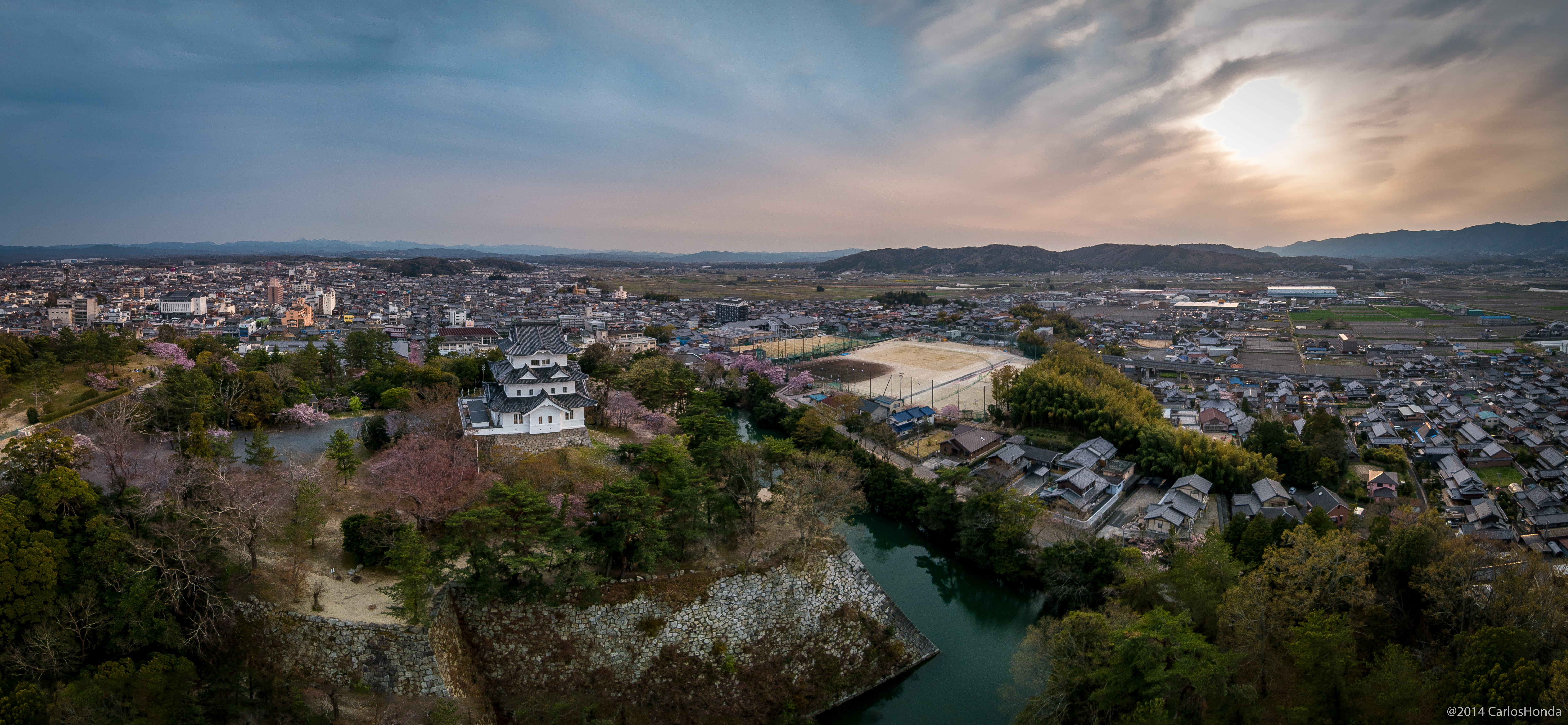
現在の伊賀市

## 特徴
山を1つ隔てた場所に存在する甲賀流と異なる点は、甲賀忍者が1人の主君に忠義を尽くすのに対し、伊賀忍者は金銭による契約以上の関わりを雇い主との間に持たない点であるとされる。伊賀郷士はしばしば雇い主が敵同士の場合でも、依頼があれば双方に忍者を派遣する実例をも持つ。そのため他の郷の忍者よりも一層、たとえ仲間であろうと即座に処断できるような厳酷な精神も求められた。「抜忍成敗」はその極みとも言うべきもので、裏切りや脱走はいかなることがあっても認めないというものである。しかし、江戸時代になると状況は一変し、無足の俸禄支給の経費を節減するため、むしろ忍者を抜けて帰農することが歓迎されたようである（後述）。
また、伊賀流の訓練法は独特さをもって知られており、例えば顔の半分を紙で覆い、紙を顔から落とすことなく1里以上を走りぬく等、幼少の頃から厳しい訓練のもと、優れた忍者を育てることを伝統としてきた。このため、伊賀忍者は体術に優れていると評された。
甲賀流とはライバル関係とされるが、実際は隣通しだったと言う事もあり、協力関係だったとされる。
修行内容が大変良く似ており、名前が違うだけで内容は全く同じ、と言う事も多々ある。

## 歴史
鎌倉時代から室町時代にかけて、伊賀国は小領主が群雄割拠し争っていた。そのため、民は自らを守るためゲリラ戦の技を磨いていった。これが伊賀の忍者の起こりとされる。
伊賀は古琵琶湖層に由来する粘土質の土壌のため、農耕に苦労する土地柄であった。特に、渇水になると深いひびが入り、水田は壊滅的打撃を受ける。そのため、伊賀の者は傭兵として各地に出稼ぎをするようになった。
戦国時代、伊賀は伊賀守護・仁木氏の傘下に属しながらも、「伊賀惣国一揆」と呼ばれる合議制の強い自治共同体が形成されていた。しかし、実力者である上忍三家（服部・百地・藤林）の発言力が強く、合議を開いても彼らの意見に従うことが多かった。逆に甲賀は「惣」と呼ばれる自治共同体を形成していたが、各々が対等な立場にあったために多数決の原理を重んじ、「伊賀惣国一揆」の運営ぶりとは対照的であった。
一般的には伊賀と甲賀は互いに相容れない宿敵同士というイメージがあるが、これは誤解であり、一つ山を挟んだ言わば隣人同士で争いあっても何の得も無い。むしろ、伊賀の人々と甲賀の人々は常に協力関係にあり、どちらかの土地に敵が攻め込んだ場合は力を合わせて敵を退けるよう約束していた。

### 天正伊賀の乱
天正7年（1579年）、伊賀忍者の一人・下山甲斐は仲間を裏切り、織田信長の次男・信雄に伊賀の団結力が衰えだしたことを報告し、侵略を進言した。下山の言葉に乗った信雄は、ただちに国境にあった丸山城を修築し、侵略の拠点とすることにした。だが信雄の企みはいち早く伊賀の人々の耳に届き、放たれた忍者達の奇襲によって信雄は大敗を喫してしまう。これが第一次伊賀の乱である。
この結果に激怒した信長は、勝手に軍を動かした信雄を絶縁すると脅して戒める一方、2年後の天正9年（1581年）には自ら、およそ5万の兵を率いて伊賀に攻め込んだ。これを第二次天正伊賀の乱という。驚いた伊賀の人々は、すぐさま総力を挙げて信長と戦うことを決意する。しかし、かねて協力体勢にあったはずの甲賀忍者の一人・多羅尾光俊の手引きにより、伊賀忍者からさらに2人の離反者が発生し、織田方の蒲生氏郷の道案内をおこなった。これにより、伊賀の人々が立て籠もった城は次々と落ち、最後の砦・柏原城が落ちた時点をもって天正伊賀の乱は終わりを告げた。
第二次天正伊賀の乱の詳細を「参考伊乱記:一名伊陽平定志」（菊岡行宣原著、入交省斎纂修、安政4年（1857年））より抜粋する。
天正9年4月、上柘植の福地宗隆、河合村の耳須弥次郎の2人が安土城の信長の所に訪れ、伊賀攻略の際は道案内をすると申し出た（柘植氏は天正7年9月に棟梁の柘植保重を伊賀衆に殺害されており、以前より遺恨があった）。『信長公記』『多聞院日記』には9月3日に攻撃開始との記述があるが、『伊乱記』では9月27日に6か所から攻撃を開始したとされる。伊勢地口からは織田信雄、津田信澄、柘植口から丹羽長秀、滝川一益、玉滝口からは蒲生氏郷、脇坂安治、笠間口から筒井順慶、初瀬口より浅野長政、多羅尾口から堀秀政、多羅尾弘光。『多聞院日記』の記述では総勢1万余とされている。伊賀衆といっても、柘植氏などは信長方に就いており、甲賀衆の多羅尾光俊は永禄11年の段階で織田信長に忠誠を誓っている（参考資料：『信楽町史』『多羅尾の歴史物語』『甲賀郡誌』）。また、多羅尾光俊は、天正2年1月、信長の側近である福富秀勝、毛利長秀とともに多聞城番手を勤めているので、近臣として非常に信頼されていたことがうかがえる。
伊賀に攻め込んだ織田軍は、進軍した先の村人は攻撃しなかったため、かえって、順回中の耳須弥次郎を、長田村の住士の家奴与助と小田村の庶民庄八によって襲撃され、殺害されてしまう。比自山城を攻撃したのは筒井順慶と蒲生氏郷、堀秀政の軍勢で、城兵の将は、百田藤兵衛、向井氏、小沢智仙、住吉市平、福喜多将監、町井清兵衛、森四郎左衛門、村田勘四郎、加藤熊之助、富岡氏、吉田左近とされている。筒井、蒲生の軍は朝屋丸を守る福喜多将監を攻め、風呂谷で合戦をする。
比自山の伊賀勢は「終日の戦に多勢をうたせて甚だ疲れ、今夜は前後も知らず臥らめとこそ存候へ。催し長岡山に夜討ちせば順慶が首を得むこと掌にあり」として筒井順慶の陣地に夜襲をかけるが、織田方に味方していた伊賀衆の菊川清九郎に気づかれ、成功しなかった。このため、滝川一益や丹羽長秀などの軍勢が今後合流することを懸念して、夜陰に紛れて城を棄て、城兵は逃亡した。織田軍が比自山城に攻め込むと、誰一人いない状況であり、蒲生氏郷や堀秀政は悔しがり、比自山城や近隣の諸堂をことごとく焼き払った。
比自山城が落城すると、織田信雄の軍は南伊賀の拠点、柏原城の周辺に集結する。進軍にあたって、民衆の皆殺しなどの掃討作戦をしなかったため、織田軍が撤退したあと、北伊賀では土豪が決起して、織田の守備隊が守る忍田城を攻め、国制の裁判人たちを殺害した。伊賀勢は柏原城に立てこもり、天正9年10月8日卯刻より戦闘を開始する。力攻めをするが、犠牲が大きいとの判断から兵糧攻めに切り替える。織田軍が農民たちを掃討しないのを見た伊賀勢は、城兵3人を城から抜け出させ、農民を集めて松明を持たせ、背後から織田軍の陣を驚かす作戦をとったが、丹羽長秀に見破られて作戦は失敗する。
10月25日になって、奈良の大倉五郎次という申楽太夫が柏原城に来て、和睦の仲介に入り、惣名代として滝野吉政が28日早朝に信雄に会って、城兵の人命保護を条件に和睦を行い、城を開けた。『信長公記』ではこの停戦時期を9月11日としている。『多聞院日記』では「十七日、教浄先陳ヨリ帰、伊賀一円落着」としており、日程のずれはあるが、当時の伝聞を集めた記録として信頼性は高い。

### 乱後
柏原城の開城に際して、織田軍と伊賀勢の間で和議が成立しており、伊賀勢の命は保証された。やがて本能寺の変で信長の死を知った伊賀忍者たちが一斉蜂起し、各地で争いを繰り広げた（この蜂起を第三次天正伊賀の乱と一部では呼ぶ）。
たとえば本能寺の変の直後、堺にいた徳川家康が服部正成らに護衛されながら三河国へ逃げ戻ったことなどは有名である。これを神君伊賀越えと呼ぶ。
甲賀の地が信長を経て豊臣秀吉の支配下に入ると、甲賀忍者たちは家康の監視活動を主な任務に命じられる。その結果、伊賀忍者が甲賀忍者追討の任に当てがわれた。このことは江戸時代になって、「伊賀忍軍対甲賀忍軍」という形で講談や読本の題材となった。が、実際にはこれは徳川と豊臣との代理戦争に他ならなかったのである。

### 江戸時代
江戸時代には上述の「伊賀越え」の功績を認められ、一般に服部半蔵として知られる正成のもとに伊賀組同心として幕府に召し抱えられている。このことから、正成自身も忍者であったかのように言われることがあるが、正成自身はむしろ普通の戦働きでならした侍であったらしい。詳しくは服部正成の項目を参照のこと。
伊賀を藤堂家が統治して以後は、無足という武士身分を保障され、扶持米を支給され、支配階級に組み込まれていった。このため、天草の乱の討伐戦をはじめ、全国の多くの一揆鎮圧に伊賀衆が派遣され、大いに活躍している。
享和3年（1803年）正月の中瀬村（現伊賀市）の記録によると、村の農民側から無足身分である忍者に対して、農民と同様の棒役を務めるよう要請があったが、忍者側が士分であることを盾にそれを拒否したところ、村八分にされた。これを不服として忍者側は村役人に訴え出たが、村役人側は、士分を放棄して帰農するか、棒役を務めるならば仲介に立つと申し渡したという。このように、江戸時代には忍者を辞めて帰農することにより「抜け忍」として処罰される、といったことはなかった。
その後は徐々に分散していき、消滅したとされている。

## 著名な伊賀忍者
- 滝野吉政 - 柏原城主。天正伊賀の乱後も城主を任されるが、本能寺の変の際に蜂起した豪族に攻められて織田信雄を頼り松ヶ島城に逃亡した。以降の動向は不明。
- 森田浄雲 - 一ノ宮城主。籠城して徹底抗戦したが落城。自害した。浄雲所用の甲冑は子孫によって上野城博物館に寄付された。
- 百地丹波 -　名張郡の豪族で伊賀随一の権力者。第一次と第二次どちらで戦死したのかは定かでなく、生き延びたとする説も存在する。子孫に『校正伊乱記』を著した百地織之助など。子孫は名張市在住。
- 植田光次 -　有力豪族の一人。敗れた後は徳川家康を頼って逃走し、後に豊臣秀吉家臣となった
- 野村孫太夫 - 忍術書「万川集海」に登場する伊賀の忍術十一名人の一人。一人二役で話し声を立て、仲間がいると思わせた話がある。
- 町井貞信 - 別名：町井清兵衛。第二次の戦いで討ち死にした。子孫は江戸時代に庄屋大庄屋となり、町井家住宅を残した。子孫は現在も伊賀市在住。
- 富野茂正
- 山田八右衛門 - 敢国神社の世話役。動向は不明。
- 神部小南 - 実在したことは確かであるが、動向はほとんど分かっていない。
- 下柘植小猿 - 本姓は上月氏。猿飛佐助のモデルとされる。
- 下柘植木猿 - 本姓は上月氏。小猿の子と言われる。こちらも猿飛佐助のモデルとされる。
- 城戸弥左衛門 - 敢国神社で信長を狙撃したと伝わる。以降の動向は不明だが、本拠であった丸柱には現在も城戸姓が見られることから同族、または子孫の可能性がある。
- 伊賀崎道順 - 敢国神社で信長を狙撃したと伝わるが詳細不明。百地丹波と同一人物説有り。
- 藤林正保 - 別名：藤林長門守。上忍三家の一人。湯船には藤林姓を名乗る家が多数あることからこれらは子孫の可能性がある。
- 音羽半六 - 敢国神社で信長を狙撃し、逃走した。
- 百田藤兵衛 - 十二人衆の筆頭とされ伊賀の乱で徹底抗戦を主張し、比自山城の北側にあった長田丸を守備、筒井順慶の軍を撃退したという。百地丹波と同一人物説有り。
- 小泉左京 - 伊賀十二人衆。伊賀の依那具の領主で、伊賀の代表の一人。
- 家城右近 - 伊賀十二人衆の一人である家喜家の一族？ 伊賀十二人衆の会議で織田家への徹底抗戦を主張したという。
- 中林助左衛門 - 伊賀十二人衆。伊賀の山岳部、比土の領主。
- 田屋掃部介 - 伊賀十二人衆。第二次天正伊賀の乱では居城で守るも、戦死した。
- 布生大善 - 伊賀十二人衆。伊賀の南部、布生の領主。
- 福喜多将監 - 伊賀十二人衆。伊賀の朝屋の領主。伊賀の乱では朝屋丸と呼ばれた比自山城の南側を守り、筒井順慶の軍と戦った。
- 新堂小太郎 - 「万川集海」に登場する伊賀の忍術十一名人の一人。本姓は金藤で、新堂金太郎とも。病人に変装して潜入したり、敵に見つかった時に井戸に石を投げ込み、井戸に落ちたと思わせて逃げたという話がある。
- 甲山太郎次郎 - 「万川集海」に登場する伊賀の忍術十一名人の一人。高山ノ太郎四郎とも言われ、伊賀の高山出身とされる。
- 甲山太郎左衛門 - 「万川集海」に登場する伊賀の忍術十一名人の一人。甲賀にも高山家があり、甲賀太郎四郎・太郎左衛門という名が見られるため、甲賀忍者とも言われる。
- 富岡忠兵衛 - 伊賀十二人衆。 伊賀の西部、島ヶ原の領主。第二次・天正伊賀の乱では織田軍に降伏し、伊賀側が守る比自山城を攻めたという。
- 上野左 - 「万川集海」に登場する伊賀の忍術十一名人の一人。上野ノ左は通称で、本名は高羽左兵衛。変装術に優れたという。

### 伊賀流をモチーフとした作品・キャラクター
テレビドラマ・映画
- 『服部半蔵 影の軍団』シリーズ
- 『新・影の軍団』シリーズ
- 『天正伊賀の乱』
- 『仮面の忍者 赤影』シリーズ - 伊賀忍者「ましらの甚内」が登場。
- 『水戸黄門』シリーズ 『かげろう忍法帖』 - かげろうお銀
- 『忍びの国』

小説
- 『織田信長と岩室長門守』楠乃小玉
- 『陰からマモル!』阿智太郎
- 『忍びの国』 和田竜
- 『忍者ルネッサンス!』倉阪鬼一郎
- 『忍び外伝』乾緑郎
- 『忍びの森』 武内涼
- 『服部半蔵』 戸部新十郎
- 『梟の城』 司馬遼太郎
- 『風神の門』 司馬遼太郎
- 『夕ばえ作戦』 光瀬龍

漫画
- 『伊賀の影丸』 横山光輝
- 『兵馬地獄旅』 横山光輝
- 『忍者ハットリくん』 藤子不二雄Ⓐ - 好敵手は甲賀流の忍者である。
- 『隠の王』鎌谷悠希
- 『サムライ・ラガッツィ - 戦国少年西方見聞録-』金田達也
- 『信長の忍び』 重野なおき - 主人公・「千鳥」と相棒の「助蔵」とは百地丹波の事を「御館様」と仰ぐ伊賀者。他甲賀の忍びなども登場。
- 『変身忍者嵐 SHADOW STORM』
- 『落第忍者乱太郎』尼子騒兵衛 忍術学園二年い組実技担当担任教師野村雄三は伊賀出身。

アニメ
- 『忍たま乱太郎』
- 『まんが猿飛佐助』- 仇役として服部半蔵ら伊賀者が登場。

ゲーム
- 『伊賀対甲賀』